# ハーレックの男たち
ハーレックの男たち（英語: Men of Harlech、ウェールズ語: Rhyfelgyrch Gwŷr Harlech）は、薔薇戦争時の1461年から1468年にランカスター家のハーレフ城がヨーク家に包囲されていた時代のことを描いたとされる:394行進曲である:454。この包囲においてはダフィード・アプ・アイアン率いるランカスター方の守備隊がイギリス史上最も長い包囲に耐えた:202。

## 歴史

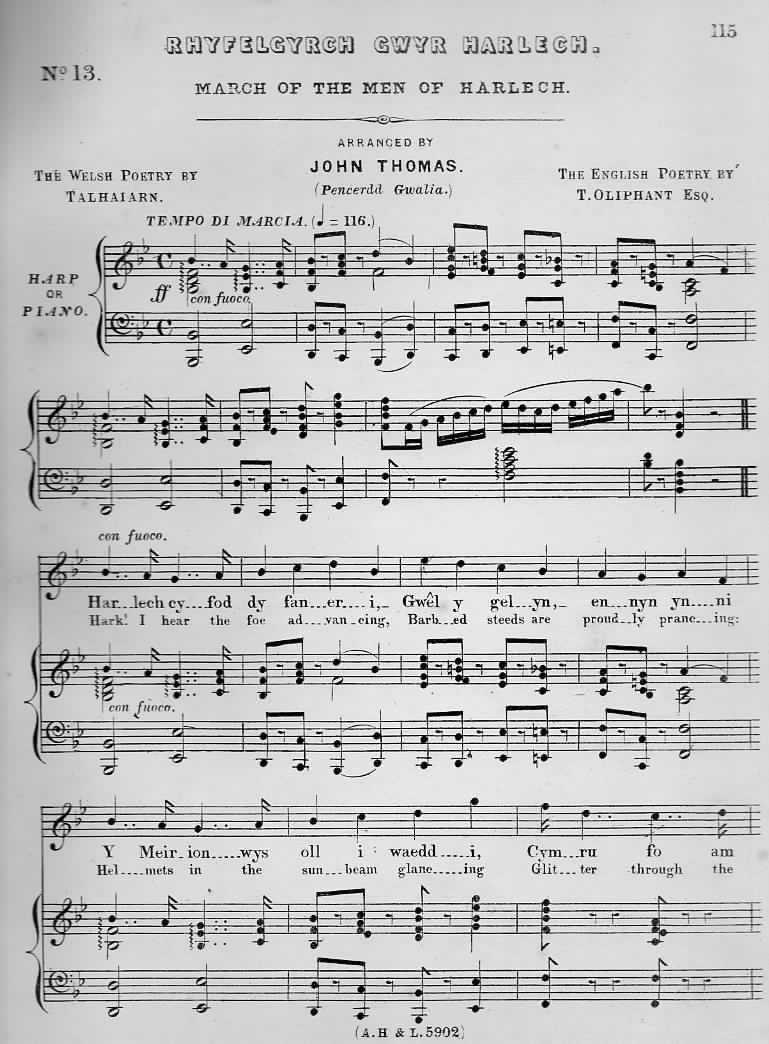
1862年の楽譜

この曲が歴史上初めて記録されたのは1794年に「Gorhoffedd Gwŷr Harlech—March of the Men of Harlech」としてであるが:394、これよりも早い時期にフォークソングとして演奏されていたと言われている:41。
1862年に出版された「Welsh Melodies」第2巻において、ウェールズの詩人ジョン・ジョーンズ（en:Talhaiarn）がウェールズ語の詩を、マドリガル協会の会長であったトーマス・オリファントが英語の詩を担当した、歌詞付きの楽譜が示されている。1890年代に初版が発行され、ウェールズ語のものは1893年に初版が発表されたとする資料もあるが、明らかに誤りであるとFuld (2000)はしている:394。

## 広がりと派生
ハーレックの男たちはITVネットワークに加盟していた1960年代前半に、テレディ・ケムリのオープニング曲に用いられた他、フリッツ・スピーグルの「BBC Radio 4 UK Theme」にも2006年4月まで用いられた。
2001年のアメリカ同時多発テロ事件時に、ワールドトレードセンターに所在していたモルガン・スタンレーのセキュリティーチーフであったリック・レスコーラは、この曲をコーンウォール風にアレンジして歌唱することで他の従業員を励まし、彼と共にワールドトレードセンターが崩壊するまで従業員の避難を助け、2700人以上の人命を救った。